# سای۸ ارابه‌ران
سای۸ ارابه‌ران یک ستاره است که در صورت فلکی ارابه‌ران قرار دارد.